# Внутренняя Монголия
Вну́тренняя Монго́лия (монг. , Öbür Monggol, Өвөр Монгол; кит. упр. 内蒙古自治区, пиньинь Nèiménggǔ zìzhìqū, палл. Нэймэнгу цзычжицюй) — автономный район на севере Китайской Народной Республики, на границе с Монголией и Россией. Основан 2 декабря 1949 года. Согласно переписи 2020 года во Внутренней Монголии проживало 24,049 млн человек. Административный центр — Хух-Хото.

## География
Внутренняя Монголия (Нэй-Мэнгу) занимает площадь 1 181 104 км². Это 12 % территории Китая, что по площади больше, чем Франция и Германия вместе взятые. Протянувшись с запада на восток на 28° (97°30' — 126°0' в. д.), регион занимает второе место в мире среди административно-территориальных единиц по этому показателю, уступая только Якутии.

### Климат
Климат здесь резко континентальный. Зимы очень суровые (по меркам широты края) и малоснежные, либо вовсе без снега. Лето жаркое и засушливое. Среднегодовая температура +0…+8,0 °С, среднегодовое количество осадков — 50…450 мм. Нередки песчаные бури, зимой в сочетании с метелями.

### Флора и фауна
Здесь произрастает 2351 разновидность семенных и папоротникообразных растений. Часть из них применяется в качестве сырья для изготовления средств традиционной китайской медицины (женьшень, эфедра, лакрица). Обитает 114 видов диких животных и более 51 разновидности птиц. Многие из них охраняются государством (снежный барс, лось, тигр, марал, пятнистый олень).

### Рельеф
Большая часть территории лежит на Монгольском плато. Гористая местность составляет 50 %. Рельеф снижается с севера на юг. Самая высокая точка это пик Хэланьшань (Алашань; 3556 м). На западе находятся 5 крупных пустынь: Бадын-Джаран, Тэнгэр, Улан-Бух, Му-Ус и Гоби.
- Степь
- Лес
- Пустыня

### Водные ресурсы
Регион богат водой, по его территории протекает свыше 1000 крупных и мелких рек, в том числе Хуанхэ. Также имеется около 1000 больших и малых озёр. Общий запас поверхностных вод составляет 67,1 млрд кубометров.

### Полезные ископаемые
На территории района обнаружено более 120 видов полезных ископаемых. Внутренняя Монголия занимает 2-е место в стране по запасам угля. В начале 2000 года в районе найдено крупное месторождение природного газа, имеются также значительные запасы нефти, редкоземельных металлов, энергоресурсы.

## История
Государство Хунну (209 год до н. э. — 93 год н. э.) управляло Внутренней Монголией до I века н. э. Монгольские учёные считают, что Хунну было протомонгольским государством.
Территория современной Внутренней Монголии являлась частью основанных кочевниками государств: Сяньби (93—234), Северная Вэй (386—535), Ляо (906—1125), Монгольская империя (1206—1368), Северная Юань (1368—1691).
После падения империи Юань во Внутренней Монголии началась междоусобная борьба, и к началу XVII века монгольские владения стали практически независимыми друг от друга. В итоге маньчжурский хан Абахай покорил их и провозгласил себя ханом Монголии. Маньчжуры ввели у монголов «знамённую» систему, аналогичную используемой у них самих. Внутренняя Монголия была разделена на 49 хошунов («знамён»), которые входили в шесть чуулганов.
В ходе Синьхайской революции 1911—1912 годов была провозглашена независимость Монголии. Князья и буддийское духовенство Внутренней Монголии участвовали в провозглашении независимости и объявили о присоединении к единому монгольскому государству, однако Внутренняя Монголия, где большинство населения к тому времени составляли китайцы, осталась в составе Китая. В 1928 году, после объединения Китая под властью партии Гоминьдан, власти Китайской Республики разделили Внутреннюю Монголию между новообразованными провинциями Суйюань, Чахар и Жэхэ.
В 1931 году японские войска оккупировали китайский Северо-Восток. В 1932 году там было провозглашено государство Маньчжоу-го, в состав которого вошли и земли северной половины современного Автономного района Внутренняя Монголия. В 1933 году японские войска начали наступление на провинцию Жэхэ, а завершившее боевые действия Перемирие Тангу привело к активизации монгольских националистов. В 1935 году произошёл Северочахарский инцидент, после чего в результате соглашения Циня — Доихары Китай, фактически, утратил контроль над Внутренней Монголией. Воспользовавшись этим князь Дэмчигдонров создал в 1936 году Монгольскую военную администрацию. После начала в 1937 году японо-китайской войны 4 сентября японскими властями на оккупированной ими к тому времени территории было создано Автономное правительство Южного Чахара, а 28 октября под контролем японцев был собран Второй всемонгольский съезд, который провозгласил создание Автономного правительства Объединённых монгольских аймаков. 1 сентября 1939 года Автономное правительство Объединённых монгольских аймаков, Автономное правительство Южного Чахара и Автономное правительство Северного Цзинь объединились в Объединённое автономное правительство Мэнцзяна.
После окончания Второй мировой войны и ликвидации прояпонских марионеточных государств перед монголами встал вопрос об их будущем. 9 сентября 1945 года в Сунид-Юци состоялся Съезд народных представителей аймаков и хошунов Внутренней Монголии. На съезде присутствовало свыше 80 человек, представлявших все хошуны Шилин-Гола, 7 хошунов Чахара, а также уланчабский хошун Сыцзыван. Проходивший три дня съезд провозгласил создание Народной республики Внутренней Монголии и избрал временное правительство. Внимательно следившая за обстановкой коммунистическая партия Китая отправила во Внутреннюю Монголию Уланьфу. Прибыв в ноябре в Сунид-Юци, он сумел взять ситуацию под контроль, и реорганизовал Временное правительство Народной республики Внутренней Монголии в Монгольское автономное правительство.
Тем временем представители монголов, проживавших в провинции Синъань (которая в годы войны входила не в Мэнцзян, а в Маньчжоу-го), в октябре 1945 года отправились в Улан-Батор с предложением о присоединении населённых монголами территорий к Монгольской народной республике, но получили отказ. В ноябре они встретились в Шэньяне с представителями Северо-Восточного бюро КПК, в результате чего было решено создать автономию, которая могла бы потом объединиться с прочими автономными правительствами населённых монголами земель Китая. 9 декабря 1945 года в Ванъемяо состоялось подготовительное собрание Съезда Народных представителей Восточной Монголии, а 16 января 1946 года состоялся сам Съезд, на который прибыли представители 36 хошунов Восточной Монголии. 19 января Съезд избрал Народное автономное правительство Восточной Монголии.
В марте-апреле 1946 года в Чэндэ состоялась сессия Объединённого собрания движения за автономию Внутренней Монголии, которое аккумулировало в себя структуры Монгольского автономного правительства и Народного автономного правительства Восточной Монголии. Народная армия самообороны Внутренней Монголии участвовала в гражданской войне вместе с войсками коммунистов, продвигаясь на юго-запад, и постепенно под контроль Автономного правительства попадали всё новые земли. После образования КНР Автономное правительство Внутренней Монголии 2 декабря 1949 года было официально преобразовано в Народное правительство Автономного района Внутренняя Монголия, правительство Автономного района разместилось в Чжанцзякоу.
В 1954—1955 годах были упразднены провинции Нинся, Суйюань, Чахар и Жэхэ, а их земли были в основном включены в состав Внутренней Монголии. После этого правительство Внутренней Монголии переехало в бывшую столицу провинции Суйюань — город Гуйсуй, переименованный в Хух-Хото. В 1969 году основная часть аймака Хулун-Буир была передана в состав провинции Хэйлунцзян, а его южная часть (земли бывшего аймака Хинган) и аймак Джирим — в состав провинции Гирин, аймак Джу-Уд был передан в состав провинции Ляонин, хошун Алашань-Цзоци — в состав Нинся-Хуэйского автономного района, а хошуны Эдзин-Ци и Алашань-Юци — в состав провинции Ганьсу. В апреле 1970 года Орочонский и Мори-Дава-Даурский автономные хошуны были выведены из состава аймака Хулун-Буир и переданы в состав округа Да-Хинган-Лин провинции Хэйлунцзян. В 1979 году аймаки и хошуны были возвращены в состав Внутренней Монголии и восстановлены в границах 1969 года, однако при этом районы Джагдачи и Сунлин Орочонского автономного хошуна остались в подчинении властей округа Да-Хинган-Лин.

## Население
Согласно переписи 2020 года во Внутренней Монголии проживало 24,049 млн человек. Население региона сократилось с момента переписи 2010 года, когда оно составляло 24,706 млн человек. 
Основное население региона — ханьцы (китайцы). Также во Внутренней Монголии проживает 49 других официальных национальностей, совокупно составляющих приблизительно одну пятую её жителей. Одним из этих «национальных меньшинств» являются монголы. 
По данным переписи населения КНР 2010 года, первые десять народностей по численности населения в автономном районе Внутренняя Монголия были следующие:
| Народность | Население  | Процент |
| ---------- | ---------- | ------- |
| ханьцы     | 19 650 665 | 79,54 % |
| монголы    | 4 226 090  | 17,11 % |
| маньчжуры  | 452 765    | 1,83 %  |
| хуэй       | 221 483    | 0,90 %  |
| дауры      | 76 255     | 0,31 %  |
| эвенки     | 26 139     | 0,11 %  |
| корейцы    | 18 464     | 0,075 % |
| русские    | 4673       | 0,019 % |
| орочоны    | 3632       | 0,015 % |
| мяо        | 3349       | 0,014 % |

## Административное деление
На территории Внутренней Монголии расположены 3 аймака и 9 городских округов.
| Карта | №          | Русское название | Китайское название | пиньинь  | Монгольское название | Статус |
| ----- | ---------- | ---------------- | ------------------ | -------- | -------------------- | ------ |
|       |            |                  |                    |          |                      |        |
| 1     | Алашань    | 阿拉善盟         | Ālāshàn méng       |          | аймак                |        |
| 2     | Баян-Нур   | 巴彦淖尔市       | Bāyànnào'ěr shì    |          | городской округ      |        |
| 3     | Ухай       | 乌海市           | Wūhǎi shì          |          | городской округ      |        |
| 4     | Ордос      | 鄂尔多斯市       | È'ěrduōsī shì      |          | городской округ      |        |
| 5     | Баотоу     | 包头市           | Bāotóu shì         |          | городской округ      |        |
| 6     | Хух-Хото   | 呼和浩特市       | Hūhéhàotè shì      |          | городской округ      |        |
| 7     | Уланчаб    | 乌兰察布市       | Wūlánchábù shì     |          | городской округ      |        |
| 8     | Шилин-Гол  | 锡林郭勒盟       | Xīlínguōlè méng    |          | аймак                |        |
| 9     | Чифэн      | 赤峰市           | Chìfēng shì        |          | городской округ      |        |
| 10    | Тунляо     | 通辽市           | Tōngliáo shì       | ᠲᠥᠩᠯᠢᠶᠠᠣ | городской округ      |        |
| 11    | Хинган     | 兴安盟           | Xīng'ān méng       |          | аймак                |        |
| 12    | Хулун-Буир | 呼伦贝尔市       | Hūlúnbèi'ěr shì    |          | городской округ      |        |

## Политика

### Секретари КПК
1. Уланьфу (乌兰夫): 1947—1966
2. Се Сюэгун (解学恭): 1966—1967
3. Тэн Хайцин (滕海清): 1968—1969
4. Чжэн Вэйшань (郑维山): 1969—1971
5. Ю Тайчжун (尤太忠): 1971—1978
6. Чжоу Хуэй (周惠): 1978—1986
7. Чжан Шугуан (张曙光): 1986—1987
8. Ван Цюнь (王群): 1987—1994
9. Лю Минцзу (刘明祖): 1994—2001
10. Чу Бо (储波): 2001—2009
11. Ху Чуньхуа (胡春华): 2009—2012
12. Ван Цзюнь: 2012—2016
13. Ли Цзихэн: 2016 — н.вр.

### Председатели правительства
1. Уланьфу (乌兰夫): 1947—1966
2. Тэн Хайцин (滕海清): 1967—1971
3. Ю Тайчжун (尤太忠): 1971—1978
4. Кун Фэй (孔飞): 1978—1982
5. Бухэ (布赫): 1982—1993
6. Улицзи (乌力吉): 1993—1998
7. Юнь Булун (云布龙): 1998—2000
8. Уюньцимг (乌云其木格): 2000—2003
9. Ян Цзин (杨晶): 2003—2008
10. Багатур (巴特尔): 2008—2016
11. Бу Сяолинь: 2016—2019
12. Ши Тайфэн: 2019—2022
13. Сунь Шаочэн: 26 марта 2022 – н.вр.

## Вооружённые силы
В Алашане расположены космодром Цзюцюань и ракетный полигон для испытания баллистических ракет; в Баотоу — завод № 202 (производство ядерных оружейных материалов и топлива для АЭС).

## Экономика
В 2006 году ВВП провинции составил 60,4 млрд долларов (+ 23 % к 2005 г.). ВВП на душу населения — 2,5 тыс. долларов (+ 22,8 %).
За период с 2012 по 2021 год ВРП района вырос с 1 трлн юаней (146 млрд долл. США) до более 2 трлн юаней; 1,57 млн малоимущих жителей района избавились от бедности; общая установленная мощность энергоблоков достигла 156 млн кВт, в том числе 56 млн кВт за счет новых источников энергии; во Внутренней Монголии было посажено около 8,13 млн га леса и 19 млн га травы в рамках борьбы с опустыниванием; доля площадей, покрытых пастбищной растительностью, увеличилась с 40,3 % до 45 %, а уровень лесного покрова — с 20,8 % до 23 %.
Наиболее развитыми секторами экономики являются металлургия, сельское хозяйство (выращивание сахарной свёклы, яблок, груш, облепихи, винограда, ююбы, беламканды и пионов, производство баранины и молочных продуктов), лёгкая промышленность (изделия из кашемира).

### Промышленность
В 2006 году добавленная стоимость промышленного производства Внутренней Монголии составила 23,4 млрд долл. (+ 31 % к 2005 году). Наибольший рост отмечался в переработке продукции агропромышленного сектора (включая животноводство), производстве энергоресурсов, металлургии, выпуске электронного оборудования и машиностроении, а также в строительном секторе.
Внутренняя Монголия имеет промышленные запасы каменного угля, природного газа, нефти, редкоземельных элементов, а также ниобия, циркония и бериллия. Нефтегазовое месторождение Чанцин компании PetroChina является крупнейшим в стране, его объём производства составляет 1/6 от общего объёма добычи нефти и газа в стране (по итогам 2021 года здесь было добыто более 62,4 млн тонн нефтяного эквивалента). Часть природных ресурсов перерабатывается в регионе, часть вывозится для переработки в другие провинции Китая.
Важнейшие отрасли промышленности — тепловая энергетика, химическая и деревообрабатывающая промышленность, металлургия, производство промышленного оборудования и бронетанковой техники, мясо-молочная промышленность. Крупнейшими промышленными компаниями являются Yili Group, China Mengniu Dairy, Baogang Group, Inner Mongolia First Machinery Group и Inner Mongolia Yitai Coal.

### Энергетика
В теплоэнергетике преобладают электростанции, работающие на угле. Благодаря сильным ветрам в равнинных районах Внутренняя Монголия имеет большой потенциал в развитии ветроэнергетики. В пустынных районах построены большие солнечные и ветровые электростанции.
В 2022 году объем выработки электроэнергии в АР Внутренняя Монголия превысил 640 млрд кВт-ч, из которых более 130 млрд кВт-ч было выработано за счет новых источников энергии (1-е место в КНР). По состоянию на июнь 2023 года установленная мощность электростанций на новых источниках энергии в автономном районе Внутренняя Монголия составила около 70 млн кВт.

### Сельское хозяйство
По состоянию на 2006 год добавленная стоимость производства агропромышленного сектора составляла 9 млрд долл. (+ 16 % к 2005 г.). Наибольший рост отмечался в производстве свёклы (+ 50 %), заливного риса, соевых культур, фруктов, молока (+ 50 %) и мяса.
В речных долинах преобладает земледелие, здесь выращивают пшеницу, рис, свёклу и сою. В засушливых районах важное значение имеет пастбищное животноводство; в регионе разводят коров, овец и коз, а также лошадей, верблюдов и оленей (преимущественно в Эвенкийском автономном хошуне). На Внутреннюю Монголию приходится около 1/5 всех пастбищ Китая.
В районе Большого Хингана развиты лесное хозяйство и охота. В округе Ухай получили развитие выращивание винограда и виноделие.
Власти Внутренней Монголии активно продвигают строительство «цифровых деревень», «умных» ферм и теплиц, внедряют цифровые технологии в разных сферах сельского хозяйства (разведение овец, рыбы, креветок, крабов и уток, выращивание риса, управление микроклиматом в теплицах). Из Внутренней Монголии в другие регионы Китая вывозят кукурузу, сою, картофель, просо, сорго и маш.

### Зонирование
- Национальная зона промышленного развития редкоземельных элементов (Баотоу)
- Пограничная зона экономического сотрудничества (Эрэн-Хото)
- Пограничная зона экономического сотрудничества (Маньчжоули)
- Экспортно-обрабатывающая зона (Хух-Хото)
- Зона экономического и технологического развития (Хух-Хото)

### Внешняя торговля
Объём внешнеторгового оборота автономного района Внутренняя Монголия со странами «Пояса и пути» за период с 2014 года по октябрь 2021 года достиг 478,6 млрд юаней (около 74,9 млрд долларов США), что составило 63,1 % от общего внешнеторгового оборота региона за данный период. Частные предприятия сохранили ведущее положение во внешней торговле Внутренней Монголии. Объём их торгового оборота со странами «Пояса и пути» за период с 2014 года по октябрь 2021 года достиг 412,5 млрд юаней, что составило 86,2 % от общего товарооборота региона с этими странами. Внутренняя Монголия продаёт сельскохозяйственную продукцию преимущественно в страны Среднего Востока, а сталь и электромеханическую продукцию — в страны Юго-Восточной Азии. Импортируются из стран «Пояса и пути» в основном уголь, сырая нефть, медная руда и древесная продукция.
В 2023 году объем внешней торговли автономного района Внутренняя Монголия составил 196,53 млрд юаней (27,32 млрд долларов США), что на 30,4 % больше в годовом выражении; экспорт вырос на 28,1 % в годовом исчислении до 78,57 млрд юаней, а импорт увеличился на 32 % до 117,96 млрд юаней. Объем торговли региона с Монголией составил 69,9 млрд юаней, увеличившись на 50,7 % в годовом исчислении, а с Россией — 34,66 млрд юаней, что на 77,3 % больше в сравнении с 2022 годом. КПП Эрэн-Хото обслужил в общей сложности 3294 грузовых поезда Китай — Европа, что на 30,8 % больше в годовом исчислении, а КПП Маньчжоули — 5001 грузовой поезд Китай — Европа, что на 3 % больше, чем в 2022 году. Объем грузоперевозок через пограничные переходы Внутренней Монголии в 2023 году впервые превысил 100 млн тонн.
По итогам 2024 года внешнеторговый оборот автономного района Внутренняя Монголия составил 207,31 млрд юаней, увеличившись на 5,8 % в годовом исчислении. Число прошедших через КПП Эрэн-Хото грузовых поездов Китай — Европа достигло 3389 единиц.

## Культура
Среди местных жителей популярны скачки на верблюдах.

### Наука
В регионе действуют 35 вузов, 8 аспирантур, 236 профессионально-технических училищ, 1500 средних и старших образовательных школ, 5850 дошкольных детских учреждений и младших школ.

### Искусство
В регионе есть 110 художественных коллективов различных категорий, 153 учреждения культуры, 1118 кинотеатров и киноконцертных залов, 31 музей, 109 публичных библиотек, 140 архивов и архивных управлений. Имеется 13 радиостанций широкого вещания, 57 радиостанций средневолнового и коротковолнового вещания, 14 телецентров.

### Туризм
Внутренняя Монголия относится к числу туристических регионов Китая. Основные достопримечательности — мавзолей Чингисхана, гробница Ван Чжаоцзюнь, монастырь У Дан и храм Пяти Пагод, а также русско-китайский рынок в городе Маньчжурии. Ежегодно летом проводится крупнейший монгольский национальный фестиваль Надом, в центре которого — состязания в борьбе, скачках и стрельбе из лука. В мае 2007 года в г. Хух-Хото открылся новый музей — культуры гуннов (хунну).
На территории региона находятся признанный ЮНЕСКО национальный геопарк Хэшикэтэн, геопарк Аршань, который славится своими 76 горячими источниками, полезными для здоровья.

### Пресса
Во Внутренней Монголии выходят газеты и журналы на китайском и монгольском языках. Крупнейшая из газет — официальный орган Коммунистической партии Китая «Нэймэнгу жибао».